# Голден-Веллі (Міннесота)
Голден-Веллі (англ. Golden Valley) — місто (англ. city) в США, в окрузі Ганнепін штату Міннесота. Населення — 22 552 особи (2020).

## Географія
Голден-Веллі розташований за координатами 44°59′25″ пн. ш. 93°21′31″ зх. д. / 44.99028° пн. ш. 93.35861° зх. д. (44.990233, -93.358736). За даними Бюро перепису населення США в 2010 році місто мало площу 27,30 км², з яких 26,40 км² — суходіл та 0,89 км² — водойми.

## Демографія
Згідно з переписом 2010 року, у місті мешкала 20 371 особа в 8816 домогосподарствах у складі 5417 родин. Густота населення становила 746 осіб/км². Було 9349 помешкань (342/км²).
Расовий склад населення:
| - 85,4 % — білих - 7,1 % — чорних або афроамериканців - 3,5 % — азіатів - 0,4 % — корінних американців |

До двох чи більше рас належало 2,7 %. Частка іспаномовних становила 2,6 % від усіх жителів.
За віковим діапазоном населення розподілялося таким чином: 19,9 % — особи молодші 18 років, 59,8 % — особи у віці 18—64 років, 20,3 % — особи у віці 65 років та старші. Медіана віку мешканця становила 45,7 року. На 100 осіб жіночої статі у місті припадало 94,5 чоловіків; на 100 жінок у віці від 18 років та старших — 91,6 чоловіків також старших 18 років.
Середній дохід на одне домашнє господарство становив 112 088 доларів США (медіана — 81 534), а середній дохід на одну сім'ю — 135 147 доларів (медіана — 105 997). Медіана доходів становила 71 167 доларів для чоловіків та 64 018 доларів для жінок. За межею бідності перебувало 8,2 % осіб, у тому числі 9,5 % дітей у віці до 18 років та 5,9 % осіб у віці 65 років та старших.
Цивільне працевлаштоване населення становило 11 253 особи. Основні галузі зайнятості: освіта, охорона здоров'я та соціальна допомога — 22,6 %, науковці, спеціалісти, менеджери — 19,7 %, виробництво — 11,3 %, фінанси, страхування та нерухомість — 11,1 %.